# 淮南路
淮南路，北宋时设置的路。
至道三年（997年）置，治所在扬州（今江苏省扬州市）。辖境南至长江，东至海，西至今湖北省武汉市黄陂区、河南省光山县，北逾淮水，包有今江苏、安徽两省的淮北地区各一部分和河南省的永城、鹿邑等县。熙宁五年（1072年）分为东、西二路。 